# جون سافاج (سياسي كندي)
جون سافاج (بالإنجليزية: John Savage)‏ هو سياسي بريطاني وكندي، ولد في 28 مايو 1932 في نيوبورت في المملكة المتحدة، وتوفي في 13 مايو 2003 في دارتموث في كندا بسبب سرطان المعدة. حزبياً، نشط في الحزب الليبرالي في نوفا سكوشا ‏. وقد انتخب عضو مجلس نواب نوفا سكوتيا (25 مايو 1993 – 24 مارس 1998) وانتخب رئيس وزراء نوفا سكوتيا ‏ (11 يونيو 1993 – 18 يوليو 1997).